# Arturo Orgaz
Arturo Orgaz (Córdoba, Argentina, 4 de junio de 1890 - Córdoba, 16 de agosto de 1955) fue un abogado, ensayista, presidente fundador del Club Atlético Belgrano y destacado político cordobés (argentino) de principios del siglo XX.

## Biografía
Arturo Orgaz nació en 1890 en la ciudad de Córdoba. Hermano de Alfredo Orgaz y Jorge Orgaz.

## El Club Belgrano
Durante sus primeros años demostró un gran interés por el deporte, especialmente por la práctica del fútbol, disciplina que iba ganando rápidamente gran cantidad de adeptos en todo el país.
A la edad de 14 años, participa en la fundación del Club Atlético Belgrano, el 19 de marzo de 1905. El nombre del club surgió a instancias del padre de uno de los fundadores, quien sugirió adoptar el nombre de uno de los más grandes próceres argentinos (además fue el creador de la bandera nacional), el general Manuel Belgrano. También se adoptaron los colores de dicha insignia para identificar al club. Orgaz se desempeñaría como futbolista de la flamante institución, siendo además su primer presidente. El primer estatuto que reguló al club fue de su autoría.
Posteriormente asumió diversas funciones ligadas al deporte, siendo elegido Presidente de la Liga Cordobesa de Fútbol, cargo que desempeñó durante cinco períodos ininterrumpidos a partir de 1924.

## Reforma Universitaria

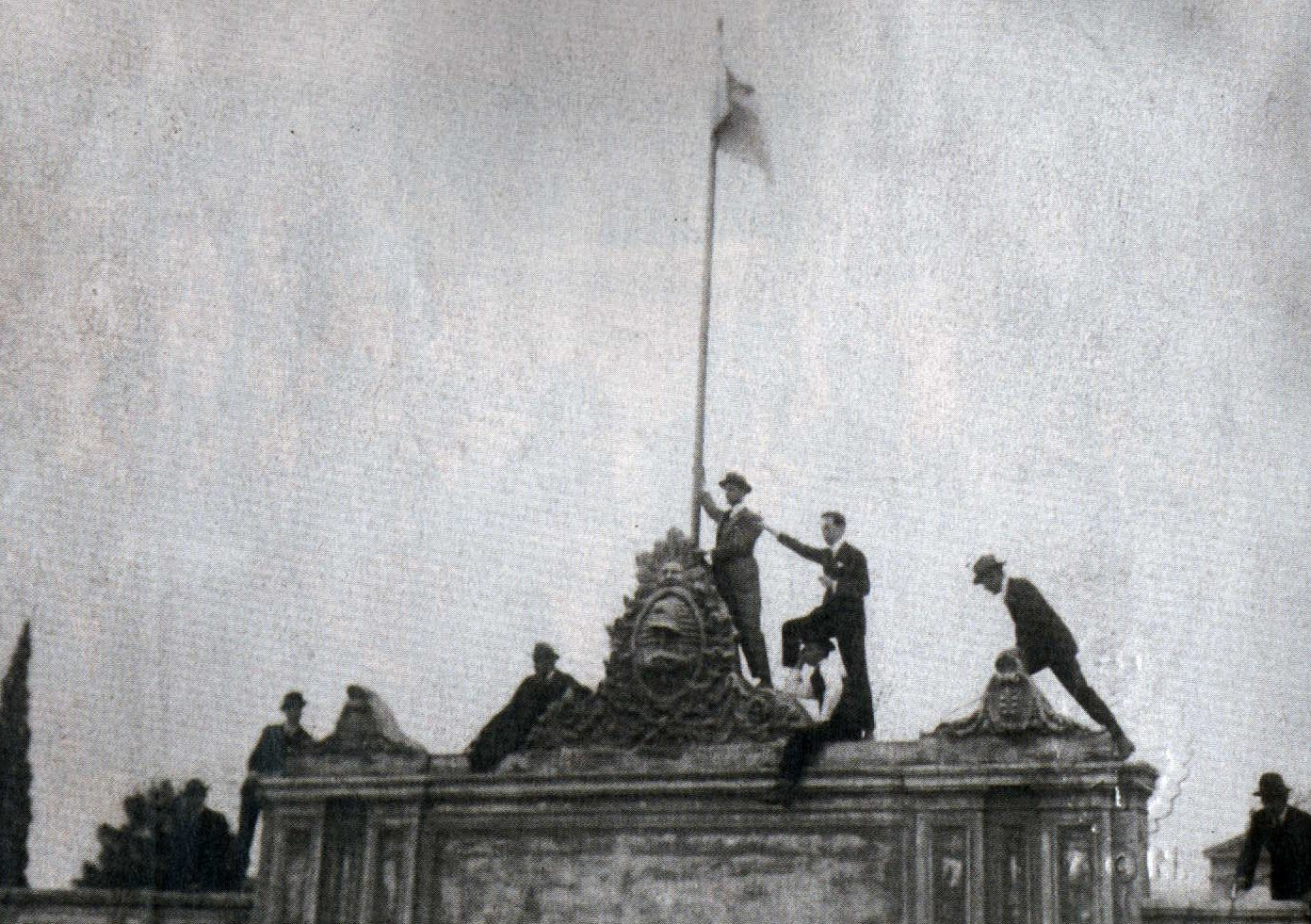
Estudiantes toman la Universidad de Córdoba e izan la bandera argentina (Archivo General de la Nación).

Orgaz cursó sus estudios en la Facultad de Derecho de la Universidad Nacional de Córdoba, recibiendo el título de abogado a la edad de 23 años, en 1913.
En 1916 fue uno de los fundadores de la "Asociación Córdoba Libre", también fundada por Deodoro Roca entre otras personas, por la cual se crea la Universidad Popular, siendo esta entidad de relevante importancia en la vida de la universidad y en la Reforma Universitaria de 1918.
Durante el transcurso de su carrera universitaria participó de la Reforma Universitaria de 1918, siendo uno de sus principales y más destacados impulsores, junto con personalidades como Arturo Capdevila, Deodoro Roca, Agüero Vera y el pintor Octavio Pinto, entre otros.[cita requerida] Dicho movimiento estudiantil se extendió rápidamente a toda Latinoamérica, y en menor medida al resto del mundo.
Seguidamente asume como profesor de la Cátedra de Introducción al Derecho, logrando instaurar como material de consulta su obra Diccionario Elemental de Derecho y Ciencias Sociales, publicado por primera vez en 1933. Orgaz se incorporó al Partido Socialista después de la dictadura de 1930. Con anterioridad había sido fundador y director de la Sociedad Georgista de Córdoba, participando del movimiento inspirado en la obra de Henry George como consta en la Revista del Impuesto Único que se editara durante toda la década de los 1920, siendo acompañado en este pensamiento por su amigo Arturo Capdevila.

## Carrera política
A partir de su activa participación en la Reforma Universitaria del año 1918, Orgaz fundó la Sociedad Georgista de Córdoba, que consideraba que la razón de la injusticia social era la privatización de la tierra y los recursos naturales, proponiendo un impuesto a la tierra en sustitución de todo otro impuesto, según los principios de la Ley de Enfiteusis de 1826 y el movimiento inspirado en la obra de Henry George, publicando la Revista del Impuesto Único que se editara durante toda la década de los 1920, siendo acompañado en este pensamiento por su entrañable amigo Arturo Capdevila. Militó en un principio en una corriente disidente de la Unión Cívica Radical, pero después de la caída de Yrigoyen en 1930, se afilió al Partido Socialista, donde alcanzó de inmediato un alto relieve. 
 Fue senador provincial de 1932 a 1935.
Fue candidato a gobernador de la provincia de Córdoba en reiteradas oportunidades1935, 1940  y 1946, sin lograr conseguirlo. En las elecciones de 1931 resultó elegido senador provincial de Córdoba por el departamento Capital. En las elecciones presidenciales de 1937 integró la fórmula presidencial del Partido Socialista junto a Nicolás Repetto, siendo derrotados por la fórmula de la Concordancia (radical-conservador-socialista). Estas elecciones son cuestionadas hasta la actualidad por presunto fraude durante la realización de los comicios, en detrimento del radicalismo. Fue candidato a diputado nacional en las Elecciones legislativas de Argentina de 1942, en 1946 y 1948 sin resultar electo.
En 1953 fue detenido en la cárcel de la Avenida Las Heras sospechado de estar involucrado en el atentado terrorista contra un acto peronista en la Plaza de Mayo del 15 de abril de 1953, que causó 6 muertos y unos 100 heridos. Falleció el 16 de agosto de 1955, en Córdoba, un mes antes del golpe de Estado conocido como Revolución Libertadora.

## Obra
Como escritor dejó un legado de gran cantidad de obras literarias, entre las que se destacan:
- Las barcas del ensueño (1912)
- En guerra con los ídolos (1919)
- Crítica democrática (1926)
- La huelga de las ideas (1928)
- Diccionario elemental de Derecho y Ciencias Sociales (1933)
- Ensayos liberadores (1934)
- Curso razonado de analogía (1938)
- Lecciones de introducción al Derecho y a las Ciencias Sociales (1945)

Otras obras que se destacaron fueron de carácter teatral y poético, las cuales fueron difundidas cuando Orgaz tenía apenas 17 años.[cita requerida] Tampoco dejó de lado aspectos generales de la sociedad nacional, publicando un ensayo titulado Las ideas sociales de Echeverría.

## Reconocimiento
En su memoria, una calle de su ciudad natal lleva su nombre. Además una plazoleta fue nombrada en su honor, sobre la Avenida Colón, en barrio Alberdi.